# Ken Stewart
Pour les articles homonymes, voir Stewart.
Pas d'image ? Cliquez ici

a Compétitions nationales et continentales officielles uniquement.

b Matchs officiels uniquement.
Dernière mise à jour le 18 septembre 2018.
 Kenneth (Ken) William Stewart, né le 3 janvier 1953 à Gore (Nouvelle-Zélande), est un ancien joueur de rugby à XV  qui a joué avec l'équipe de Nouvelle-Zélande. Il évoluait au poste de troisième ligne aile (1,83 m pour 97 kg).  

## Carrière
Il a joué 73 matchs avec la province de Southland.
Il a disputé son premier test match avec l'équipe de Nouvelle-Zélande le 15 septembre 1975 contre l'équipe d'Angleterre.  Son dernier test match fut contre l'équipe de France, le 29 août 1981. 

## Palmarès
- Nombre de test matchs avec les Blacks :  13
- Nombre total de matchs avec les Blacks :  55